# Руклавкі
Руклавкі (пол. Rukławki, нім. Rochlack) — село в Польщі, у гміні Біскупець Ольштинського повіту Вармінсько-Мазурського воєводства.
Населення — 297 осіб (2011).
У 1975-1998 роках село належало до Ольштинського воєводства.

## Демографія
Демографічна структура станом на 31 березня 2011 року:
|          | Загалом | Допрацездатний вік | Працездатний вік | Постпрацездатний вік |
| -------- | ------- | ------------------ | ---------------- | -------------------- |
| Чоловіки | 142     | 32                 | 95               | 15                   |
| Жінки    | 155     | 31                 | 89               | 35                   |
| Разом    | 297     | 63                 | 184              | 50                   |